# Zimbrulu și Vulturulu
Zimbrulu și Vulturulu a fost un ziar apărut în secolul XIX în Moldova.
A fost primul ziar de orientare unionistă cu preocupări literare, care a introdus foiletonul literar în publicistica românească – Foiletonul Zimbrului.
Un exemplar al acestui ziar a ajuns să fie cel mai scump ziar din lume.

## Istoric
La 3 iulie 1850 a apărut, la Iași, bisăptămânal, gazeta politică și literară Zimbrul, tribună politică și literară unionistă.
Publicația s-a numit astfel între 3 iulie 1850 și 21 februarie 1852 și între 17 ianuarie 1855 și 10 septembrie 1856.
Între 1 noiembrie 1858 și 30 decembrie 1858 a apărut sub titlul Zimbrul și Vulturul.
Pe 1 octombrie 1855 a apărut, tot la Iași, ziarul Steaua Dunării, sub conducerea lui Mihail Kogălniceanu.
Pe 2 ianuarie 1859, din fuziunea celor cele două ziare rezultă Steaua Dunării, Zimbrul și Vulturul.

## Cel mai scump ziar din lume
A fost scos la Iași, iar valoarea exemplarului gazetei este dată de faptul că a fost francată cu opt mărci poștale "Cap de bour" de 5 parale, din a doua emisiune din 1858. În Moldova, Zimbrulu și Vulturulu era cunoscut ca ziar unionist, alături de revista „Steaua Dunării”, condusă de Mihail Kogălniceanu, iar valoarea unui abonament anual era de trei galbeni. 
A fost tipărit în luna mai, iar coincidența a făcut ca acesta să fie primul dintr-un teanc de ziare expediat la Galați. Pentru că pachetul respectiv cântărea foarte mult, pe primul ziar s-au aplicat opt timbre din a doua emisiune «Cap de bour», cu legenda «PORTO GAZETEI», pe hârtie azurată, obliterate cu ștampila rotundă IASSY MOLDOVA. Este cea mai celebră francatură compusă, deoarece este formată din cinci mărci în ștaif plus o pereche și un exemplar izolat. Era o marcă specială, destinată exclusiv achitării expedierii unui ziar prin poștă.

### Istoria exemplarului
Ajuns la destinație, Zimbrulu și Vulturulu a fost vândut unui librar, colecționar de timbre. Numele deținătorilor acestui ziar în secolul al XIX-lea nu este cunoscut, pentru că nu există documente care să arate primii proprietari. 
În 1969, proprietarul de atunci al ziarului l-a prezentat, alături de colecția sa de timbre, la o expoziție mondială organizată la Sofia și a câștigat marele premiu. Ulterior, ziarul a intrat în posesia unui colecționar din Elveția. Exemplarul a fost achiziționat la începutul anului 2007 cu suma de 830.000 euro, în urma unei licitații, de Joseph Hackmey, un colecționar evreu din Londra.